# کریستی هیمی
کریستی هیمی (انگلیسی: Christy Hemme؛ زادهٔ ۲۸ اکتبر ۱۹۸۰) یک مانکن (فرد)، و خواننده اهل ایالات متحده آمریکا است.